# 岡本泰彦
岡本 泰彦（おかもと やすひこ、1961年4月6日 - ）は、日本の実業家。ライク株式会社の創業者で代表取締役会長兼社長。関西学院大学フェロー、国際学部非常勤講師。

## 人物
プロフィール
広島県福山市出身。関西学院大学法学部在学中、当時テニスが流行っていたことからテニス同好会を立ち上げる。学内に100以上ある同好会の中でいかに存在感を出していくかを考え、経営的感覚を学んだことが今日に活きている。
1985年 関西学院大学法学部政治学科を卒業後、広島銀行入行。学生の頃から起業することを志していたため、3年で同行を退行。退行後、旅行会社に入社し半年後に取締役就任。1993年パッケージ旅行の企画会社である株式会社パワーズインターナショナル（現：ライク株式会社）創業、代表取締役社長に就任。さまざまなパッケージツアーを企画しヒットさせたが、知人とたまたま参加したインターネットのデモンストレーションに衝撃を受け旅行業の将来性を疑う。同じ頃に出会った大手通信会社幹部から携帯電話販売の話を持ちかけられ販売をはじめるも、当時増え続ける携帯電話販売店に人の供給、教育が追いついていない環境を目の当たりにし、携帯電話販売店向けに人材派遣を行うようになり、総合人材サービス事業をスタートさせることとなる。
2005年12月8日 東京証券取引所マザーズ上場時には、ジェイコム株大量誤発注事件が起こる。2007年2月には、当時史上2番目に早い期間で東京証券取引所1部に市場変更する。
2009年12月 受託保育事業、公的保育事業を行う株式会社サクセスアカデミー（後のサクセスホールディングス株式会社、現：ライクキッズ株式会社）へ資本参加し保育事業へ進出。2012年8月にはJASDAQ市場スタンダード上場、翌2013年4月には東京証券取引所2部上場。2014年4月には東京証券取引所1部に市場変更を果たす。2015年6月には連結子会社化。
2013年10月には介護施設を運営する株式会社サンライズ・ヴィラ（現：ライクケア株式会社）を連結子会社化し介護事業へ進出。当時60％台後半だった同社の稼働率を90％台まで引き上げる。
2016年12月に社名をライク株式会社へ変更し、各事業会社のブランドを統一。
2018年6月にはECの伸長とともに、急成長する物流業界に目をつけ、ライクスタッフィング株式会社からライクワークス株式会社を分社化した上で、梱包やピッキング等の軽作業を中心とした人材の派遣や業務受託に注力するなど、市場の動向に合わせて機動的な経営判断を実施。2020年5月期では物流・製造向け派遣で売上高3,821百万円と急成長を遂げている。
その後も2018年12月に建設業界向け人材サービスの拡大を目的にテクノ事業部を新設、また、2019年12月には国際事業部を新設し外国人材就労支援サービスを開始する等、次々と新たな事業機会を創出している。

## 経歴
- 1985年 3月 - 関西学院大学法学部政治学科卒業
- 1985年 4月 - 広島銀行入行
- 1988年 9月 - 広島銀行退行
- 1988年10月 - 株式会社文化倶楽部入社
- 1989年 4月 - 同社取締役就任
- 1993年 7月 - 株式会社文化倶楽部退社
- 1993年 9月 - 株式会社パワーズインターナショナル（現：ライク株式会社）設立。代表取締役社長（現任）
- 2008年 4月 - 国立大学法人大阪大学大学院経済学研究科 非常勤講師
- 2009年 4月 - 関西学院大学商学部　非常勤講師
- 2009 年 12 月 - ジェイコム株式会社（現ライクスタッフィング株式会社） 代表取締役社長   株式会社サクセスアカデミー（現ライクキッズ株式会社） 取締役
- 2010年 3月 - サクセスホールディングス株式会社（現：ライクキッズ株式会社） 取締役
- 2010 年 6 月 -  ジェイコム株式会社（現ライクスタッフィング株式会社） 代表取締役会長
- 2014年 1月 - 株式会社サンライズ・ヴィラ（現：ライクケア株式会社） 取締役会長
- 2014 年 6 月 - ジェイコム株式会社（現ライクスタッフィング株式会社） 代表取締役会長兼社長
- 2015年 6月 - 株式会社サンライズ・ヴィラ 代表取締役会長兼社長
- 2015 年 7 月 - 一般社団法人新経済連盟 幹事に就任（現任）
- 2015年 8月 - サクセスホールディングス株式会社 代表取締役会長
- 2015 年 10 月 - 大阪府ベンチャー企業支援プロジェクト「Booming」メンター
- 2016 年 4 月 - 学校法人関西学院大学 フェロー（現任） 、  関西学院大学共通教育センター 非常勤講師
- 2016 年 6 月 - ジェイコム株式会社（現ライクスタッフィング株式会社） 代表取締役会長
- 2016年12月 - 株式会社サンライズ・ヴィラ 代表取締役会長
- 2017 年 1 月 - 株式会社サンライズ・ヴィラ（現ライクケア株式会社）  取締役会長（現任）
- 2017 年 2 月 - 一般社団法人新経済連盟 関西支部長（現任）
- 2017 年 5 月 - 一般社団法人関西経済同友会 幹事（現任） 、 関西版ベンチャーエコシステム委員会副委員長（現任）
- 2017 年 6 月 - 公益財団法人大阪市都市型産業振興センター 理事
- 2019 年 4 月 - 関西学院大学国際学部 非常勤講師（現任）
- 2019 年 10 月 - 大阪府スタートアップ発展支援プロジェクト「RISING!」メンター（現任）
- 2020 年 3 月 - 株式会社リベロ 社外取締役（現任）
- 2020 年 8 月 - ライクスタッフィング株式会社 取締役会長（現任）
- 2020 年 8 月 - ライクキッズ株式会社 取締役会長（現任）
- 2021 年 1 月 - 一般財団法人岡本教育財団（現 公益財団法人岡本教育財団）理事長（現任）
- 2021 年 6 月 - 関西学院大学理学部 客員教授（現任）
- 2022 年 6 月 - ライク株式会社　代表取締役会長 兼 社長
- 2023 年 8 月 - ライク株式会社　代表取締役会長兼社長 グループCEO（現任）
- 2024 年 5 月 - ライクキッズ株式会社　代表取締役社長（現任)　ライクケア株式会社　代表取締役社長（現任）